# Oswin Appollis
Oswin Appollis, né le 25 août 2001 au Cap, est un footballeur international sud-africain qui évolue au poste de milieu offensif à Orlando Pirates.

## Biographie

### Carrière en club
Né au Cap en Afrique du Sud, dans le quartier de Bishop Lavis, Oswin Appollis est formé par l'Ajax Cape Town, avant de commencer sa carrière professionnelle en championnat d'Afrique du Sud avec le Supersport United.
En septembre 2022, il est transféré aux Pretoria Callies  en championnat sud-africain de deuxième division. Mais la saison suivante il rejoint le Polokwane City FC, où il va pleinement connaitre son essor en première division,,.

### Carrière en sélection
Appollis est notamment international avec l'équipe d'Afrique du Sud des moins de 20 ans.
En novembre 2023, Appollis est convoqué pour la première fois avec l'équipe senior d'Afrique du Sud,,,. Il honore sa première sélection le 21 novembre 2023, contre le Rwanda,.
En janvier 2024, il est convoqué par Hugo Broos pour prendre part à la Coupe d'Afrique des nations en Côte d'Ivoire.
L'Afrique du Sud s'illustre en éliminant le Maroc, grand favori de la compétition après ses exploits en Coupe du monde. Les sud-africains l'emportent 2-0 en huitième de finale face aux marocains,,.